# Palazzo Foscarini (Dorsoduro)
Palazzo Foscarini ai Carmini è un palazzo di Venezia, ubicato nel sestiere di Dorsoduro, di fronte alla chiesa dei Carmini e a pochi passi da Ca' Zenobio degli Armeni. Si trova a fianco a Palazzo Vendramin. 

## Storia
La dimora dei Foscarini ai Carmini fu edificata nel XVI secolo ed ospitò questo ramo della famiglia fino all'estinzione, che la fece passare ai Foscarini a San Stae. 
La struttura rinascimentale fu ampliata nel XVIII secolo, per volontà del più illustre esponente che la famiglia ebbe, il doge Marco Foscarini, uomo di cultura che, in quest'occasione, fece disporre nel giardino il palazzetto che ospitava la sua biblioteca.
Nel primo novecento parte dell'ampio parco del palazzo è stato occupato dall'edilizia abitativa e da Palazzo Malcanton Marcorà (una delle sedi dell'Università Ca' Foscari di Venezia), che ne hanno compromesso l'assetto originario.
Oggi Palazzo Foscarini è ancora privato e alcune sue parti sono la sede veneziana del consolato del Belgio.

## Descrizione
Palazzo Foscarini è un insieme di edifici disposti a L, con la facciata rivolta verso quella della chiesa dei Carmini, sul rio di Santa Margherita, e collegata al campo dei Carmini attraverso il ponte Foscarini; l'edificio principale (del XVI secolo) è stato ampliato nella prima metà del XVIII, aggregando alla struttura più antica il corpo di fabbrica contiguo (antico conventino delle Carmelitane, parzialmente ampliato di un piano)e quello perpendicolare prospiciente calle dei Ragusei.
La facciata principale consta di tre parti, due simili a destra e una laterale a sinistra. I due blocchi simili si caratterizzano per la presenza di due ordini di serliane ai piani nobili, affiancati da monofore rettangolari sovrastate da finestrelle quadrate, tutte inserite in elementi lapidei. 

Le serliane sono tutte dotate di balaustra, sporgente solo al primo piano; le colonnine del primo piano sono di ordine ionico, quelle del secondo di ordine dorico. Le serliane si presentano con l'arcone murato per motivi di sostegno, operazione resasi necessaria fin dal XVII secolo. 

In alto l'edificio è percorso da un cornicione dentellato.
Gli interni, disposti su sei piani (per la presenza di un mezzanino per piano), conservano al primo piano nobile pregevoli soffitti affrescati di epoca seicentesca e tracce di stucchi settecenteschi.
La facciata interna dà su un ampio giardino, un tempo sede di ricevimenti e dell'importante Biblioteca Foscarini, la cui struttura è ancora visibile sul lato nord del giardino: si tratta di un piccolo edificio neoclassico, con la facciata abbellita da elementi scultorei e da alte colonne; essa era la biblioteca privata del doge Foscarini.